# Rudniański Park Krajobrazowy
Rudniański Park Krajobrazowy, česky Rudniańská chráněná krajinná oblast, je krajinný park (chráněná krajinná oblast) v okrese Krakov a okrese Chrzanów v Malopolském vojvodství v jižním Polsku. Rozkládá se mezi městem Alwernia a vesnicí Czernichów.

## Geografie a geologie
Geograficky se nachází v jižní části hrásti Garb Tenczyński - součást vysočiny Wyżyna Krakowsko-Częstochowska (Krakovsko-čenstochovská jura) a také ve východní části údolí Dolina Górnej Wisły - součást kotliny Kotlina Oświęcimska (Osvětimská pánev).

## Vznik a ochrana přírody
Rudniański Park Krajobrazowy je nejmenší CHKO v Malopolském vojvodství. Byl založen v roce 1981 za účelem ochrany živé a neživé přírody oblasti. Nachází se zde dvě přírodní rezervace, kterými jsou přírodní rezervace Dolina Potoku Rudno (Rezerwat przyrody Dolina Potoku Rudno) a přírodní rezervace Kajasówka (Rezerwat przyrody Kajasówka).

## Sídla
Jediným městem na území CHKO je Alwernia. CHKO získala název podle vesnice Rudno a říčky Rudno.

## Galerie

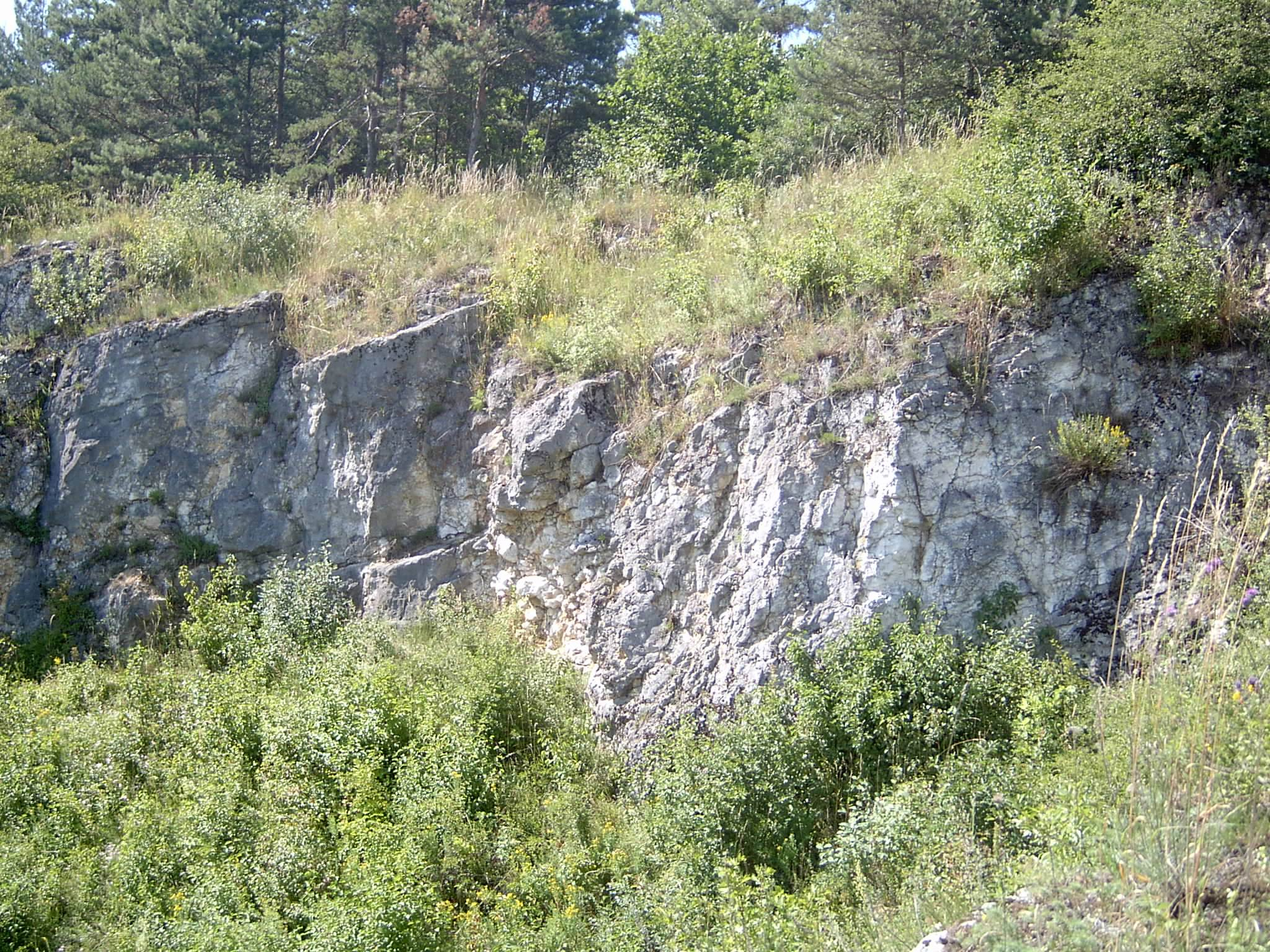
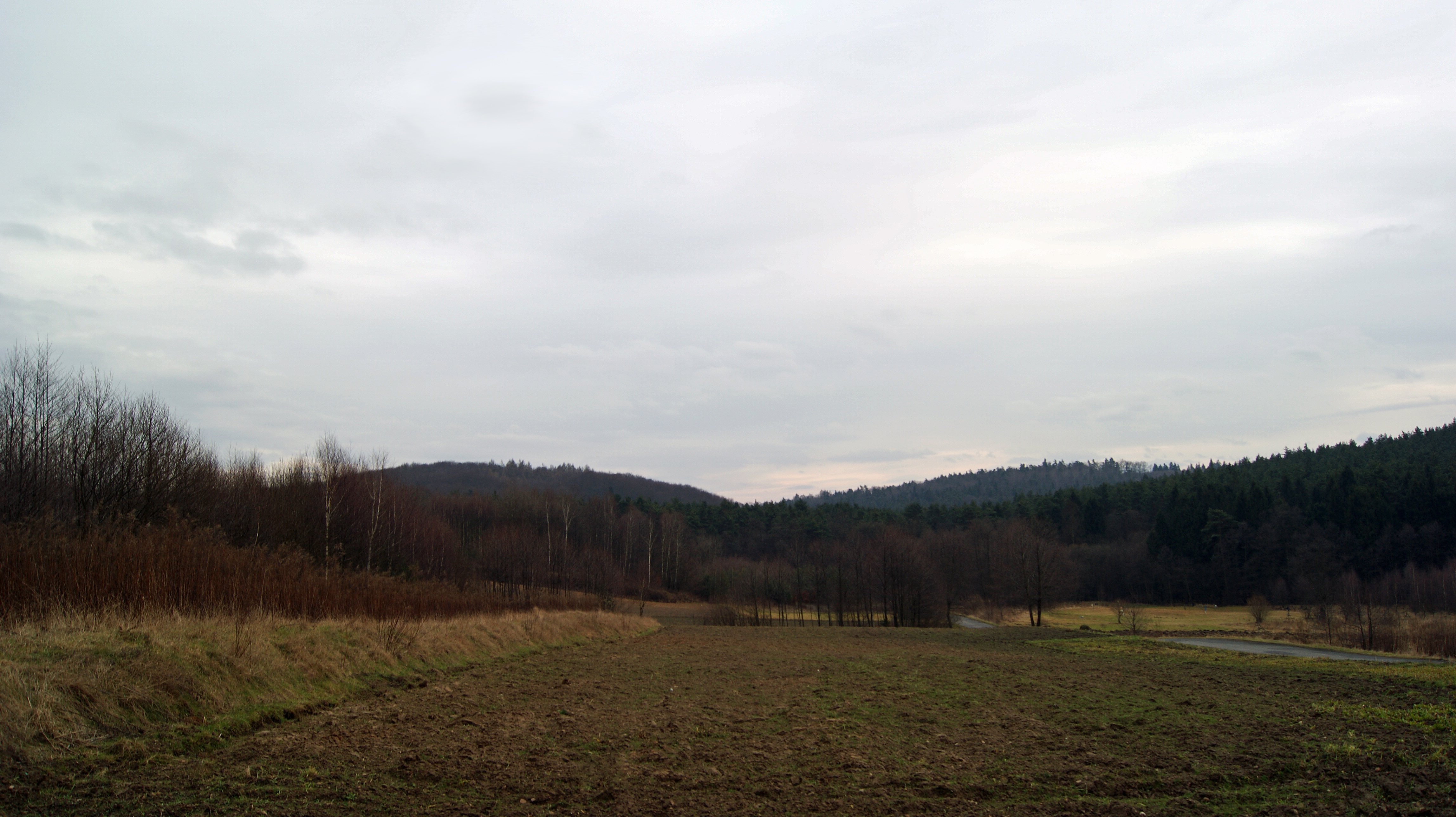
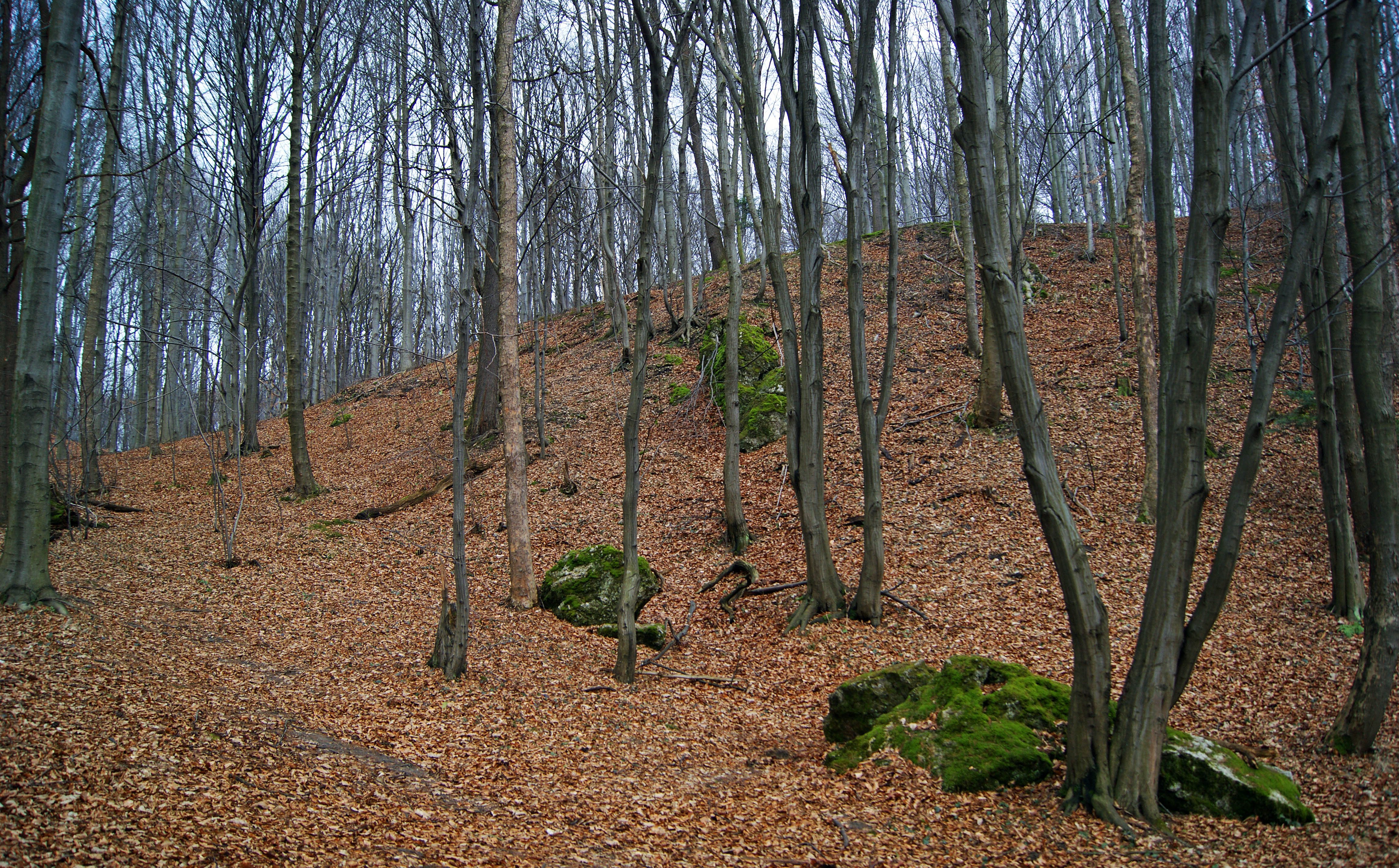
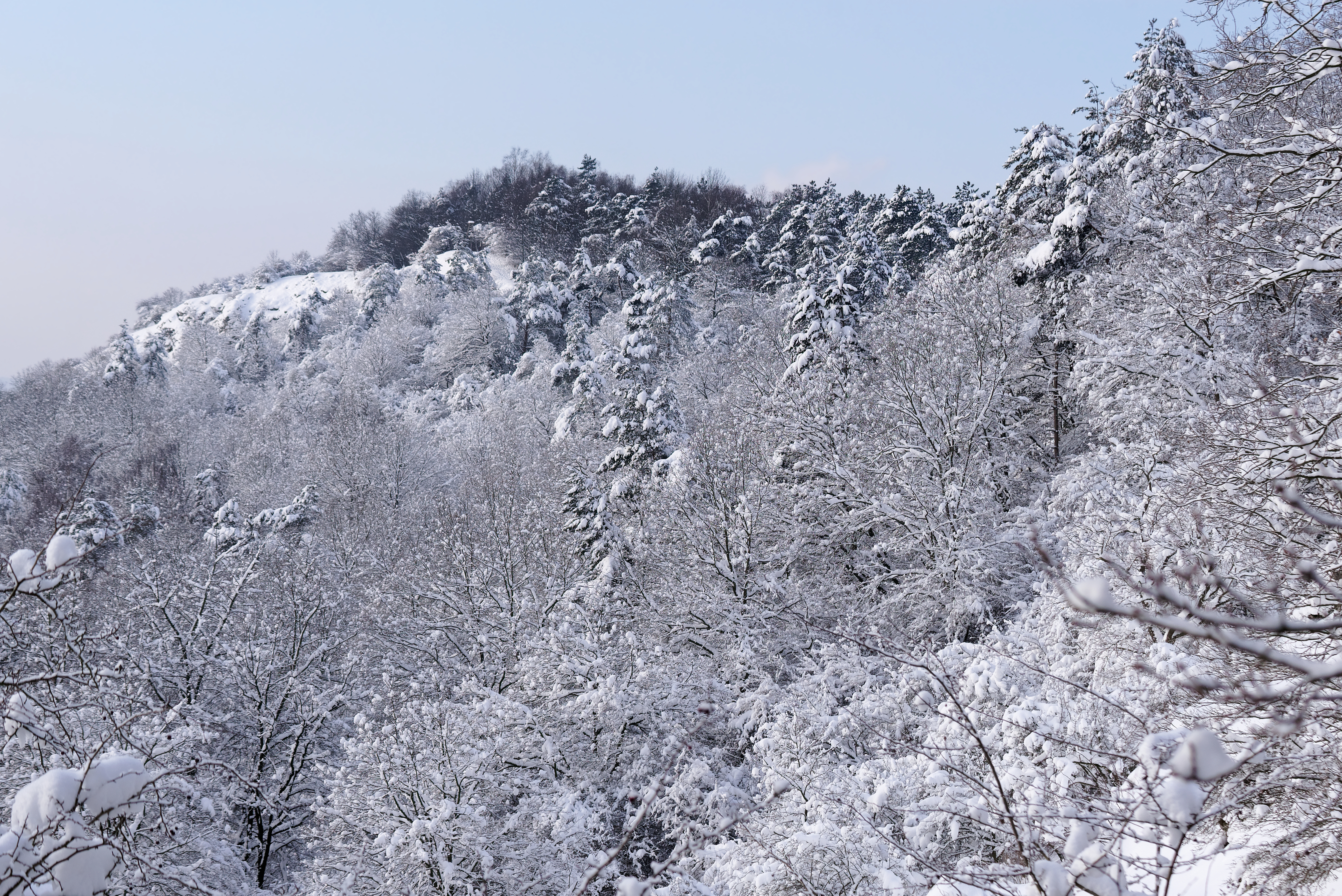